# Grand Prix Jef Scherens 1997
La 31e édition du Grand Prix Jef Scherens a eu lieu le 7 septembre 1997. Elle a été remportée par le Belge Stéphane Hennebert.

## Classement final
Stéphane Hennebert remporte la course en parcourant les 187 km en 4 h 9 min 0 s à la vitesse moyenne de 44,880 km/h ; 139 coureurs ont pris le départ.
| Classement final | Classement final    | Classement final | Classement final           | Classement final |
|                  | Coureur             | Pays             | Équipe                     | Temps            |
| ---------------- | ------------------- | ---------------- | -------------------------- | ---------------- |
| 1er              | Stéphane Hennebert  | Belgique         | Tonissteiner-Colnago       | en 4 h 9 min 0 s |
| 2e               | Anthony Rokia       | France           | Cedico-Ville de Charleroi  |                  |
| 3e               | Frank Høj           | Danemark         | Collstrop-Total            | + 40 s           |
| 4e               | Claude Lamour       | France           | Mutuelle de Seine-et-Marne |                  |
| 5e               | Wim Feys            | Belgique         | Lotto-Mobistar-Isoglass    |                  |
| 6e               | Christ Hendryckx    | Belgique         | Palmans-Lystex             |                  |
| 7e               | Peter Wuyts         | Belgique         |                            | + 48 s           |
| 8e               | Grzegorz Rosolinski | Pologne          | Mróz                       | + 1 min 28 s     |
| 9e               | Raimondas Rumšas    | Lituanie         | Mróz                       | + 2 min 3 s      |
| 10e              | Oleg Pankov         | Ukraine          | Rdm-Asfra-Sitra            | + 2 min 7 s      |
| modifier         |                     |                  |                            |                  |